# Anomala cruralis
Anomala cruralis är en skalbaggsart som beskrevs av Leon Fairmaire 1887. Anomala cruralis ingår i släktet Anomala och familjen Rutelidae. Inga underarter finns listade i Catalogue of Life.